# Reino de Combo
O Reino de Combo (Kombo) foi um território e reino onde hoje se localiza a Gâmbia durante o Período Colonial da Colônia e Protetorado da Gâmbia;  Em 1840, o Rei de Kombo era Suling Jatta.